# Ferro-ferri-holmquistite
La ferro-ferri-holmquistite (simbolo IMA: Ffhlm) è un minerale molto raro del supergruppo dell'anfibolo, all'interno del quale viene collocato nel "gruppo degli anfiboli con W(OH,F,Cl)-dominante" e da lì al sottogruppo degli anfiboli di litio dove occupa un posto nel "gruppo contenente la radice holmquistite nel nome"; essendo un anfibolo, appartiene agli inosilicati e pertanto alla famiglia minerale dei "silicati", e possiede composizione chimica ☐Li2(Fe2+3Fe3+2)Si8O22(OH)2.
La ferro-ferri-holmquistite è l'analogo del ferro ferroso e del ferro ferrico (Fe2+Fe3+, dominanti in posizione C) dell'holmquistite ed è definita con Fe2+>Mg e Fe3+>Al in posizione C.

## Etimologia e storia
La ferro-ferri-holmquistite deve il proprio nome alla sua relazione con l'holmquistite e al suo contenuto di ferro, il tutto in accordo con la nomenclatura degli anfiboli del 2012.
A sua volta la radice del nome holmquistite è stata scelta in onore di Per Johan Holmquist (1866 - 1946), petrologista di Stoccolma.
Il suo campione tipo è conservato presso le collezioni mineralogiche del "National Museum of Nature and Science" di Tsukuba (Giappone) con il numero di catalogo NSM-M49617.

## Classificazione
Essendo stata approvata come specie minerale indipendente nel 2022, la ferro-ferri-holmquistite non è elencata nella classica nona edizione della sistematica dei minerali di Strunz, aggiornata dall'Associazione Mineralogica Internazionale (IMA) fino al 2009.
Il minerale è presente nell'edizione successiva, proseguita dal database "mindat.org" e chiamata anche Classificazione Strunz-mindat, nella quale la ferro-ferri-holmquistite è elencata nella classe "9. Silicati (germanati)" e da lì nella sottoclasse "9.D Inosilicati"; questa viene suddivisa più finemente in base alla struttura cristallina del minerale, in modo tale che la ferro-ferri-holmquistite possa essere trovata nella sezione "9.DD Inosilicati con catene doppie di periodo 2, Si4O11; ortoanfiboli" dove forma il sistema nº 9.DD.05.

## Abito cristallino
La ferro-ferri-holmquistite cristallizza nel sistema ortorombico nel gruppo spaziale Pnma (gruppo nº 62) con i parametri di cella a = 18,5437(2) Å, b = 17,9222(1) Å e c = 5,3123(1) Å.

## Origine e giacitura
La ferro-ferri-holmquistite è stata trovata in graniti albitizzati associata ad albite, feldspati e quarzo.
Il minerale è rarissimo ed è stato trovato solo nella sua località tipo, il monte Kuresaka (34.26306°N 133.16083°E) sulla piccola isola di Iwagi nel Mare interno di Seto (che appartiene alla prefettura di Ehime, in Giappone).

## Forma in cui si presenta in natura
La ferro-ferri-holmquistite forma cristalli aciculari o isolati che possiedono lucentezza vitrea; il colore del minerale è blu, mentre quello del suo striscio sulla mattonella di prova è grigio-bluastro.

## Proprietà ottiche
La ferro-ferri-holmquistite mostra un visibile pleocroismo con colori che vanno dall'azzurro pallido / azzurro giallastro pallido secondo {\displaystyle x}, blu intenso / blu brunastro secondo {\displaystyle y} e blu intenso / viola bluastro intenso secondo {\displaystyle z}.